# Frente para la Victoria

Partiets logotyp.

Frente para la Victoria (FPV) (spanska: Segerfronten) är en argentinsk valallians bestående av ett tiotal partier. Alliansen står politiskt till vänster och leds av det peronistiska Partido Justicialista där guvernören för Buenos Aires provins Daniel Scioli är partiledare efter den tidigare presidenten Néstor Kirchners död 2010. Den förra presidenten Cristina Fernández de Kirchner tillhör FPV.